# Гевін Вуд
Доктор Гевін Джеймс Вуд - англійський вчений в області інформатики, співзасновник Ethereum і автор Polkadot і Kusama   .

## Ранні роки
Народжений в Ланкастері, Англія, Великобританія. Він навчався у Королівській граматичній школі Ланкастера та закінчив Йоркський університет зі ступенем магістра інженерних наук у галузі комп'ютерних систем та розробки програмного забезпечення. У 2002 році та захистив докторську дисертацію на тему «Візуалізація на основі контенту для полегшення загальної навігації з музичного аудіо» у 2005 році.

## Кар'єра
До розробки Ethereum Вуд працював науковим співробітником Microsoft  . Він став співзасновником Ethereum, який він описав як один комп'ютер для всієї планети , з Віталіком Бутеріним та іншими протягом 2013—2014 років  . Вуд вніс важливий вклад і допоміг розробити Solidity , мову програмування для написання смарт-контрактів і в 2014 випустив White Paper, що визначає віртуальну машину Ethereum   . Вуд залишив Ethereum в 2016  для роботи над Polkadot.
Вуд разом з Юттою Штайнер, яка раніше працювала в Ethereum Foundation, започаткували компанію Parity Technologies (раніше Ethcore), яка розробила клієнт для мережі Ethereum і створила програмне забезпечення для компаній, що використовують технологію блокчейн   . Компанія випустила програмний клієнт Parity Ethereum, написаний на Rust, на початку 2016 року. З 2018 року він є основним операційним директором Parity.

Гевін Вуд - засновник Web3 Foundation, не комерційної організації що спеціалізується на децентралізованій інтернет-інфраструктурі та технологіях, починаючи з мережі Polkadot  . У порівнянні з механізмом Proof of Work Ethereum, Polkadot покладається на механізм Proof of Stake і дозволяє розробникам створювати власні блокчейни, які можуть взаємодіяти з іншими реєстрами, утворюючи систему парачейнов. Розробники можуть вирішити, які комісії за транзакції стягувати та як швидко підтверджувати блоки транзакцій у цифрових регістрах. У 2019 році він заснував Kusama, раннє експериментальне середовище розробки для Polkadot.
Публікації
- Ethereum: безпечний децентралізований загальний регістр транзакцій ( Ethereum: A Secure Decentralised Generalised Transaction Ledger) [10]
- Polkadot: бачення гетерогенної мультицепной структури ( Polkadot: Vision for a Heterogenous Multi-Chain Framework) [11] .